# Callicarpa bodinieroides
Callicarpa bodinieroides là một loài thực vật có hoa trong họ Hoa môi. Loài này được R.H.Miao mô tả khoa học đầu tiên năm 1993.